# Lukas Hinterseer
Lukas Hinterseer (Kitzbühel, 28 marzo 1991) è un calciatore austriaco, attaccante del WSG Tirol.

## Biografia
Hinterseer è membro di una famiglia di atleti di alto livello: suo nonno Ernst vinse la medaglia d'oro nello slalom speciale agli VIII Giochi olimpici invernali di Squaw Valley 1960 e in seguito fu allenatore della Nazionale, suo zio Hansi fu un forte gigantista e slalomista negli anni 1970 e suo padre Guido, anch'egli sciatore alpino, vinse numerose medaglie ai Mondiali juniores e agli Europei juniores nei primi anni 1980.

## Carriera

### Club
Debutta da professionista il 14 luglio 2009 nella vittoria interna 2-1 contro il Salisburgo.
Dopo aver contribuito nella stagione alla vittoria dell'Ingolstadt 04 in Zweite Bundesliga, il 15 agosto 2015 esordisce in massima serie, realizzando, nella vittoria esterna sul Magonza, la prima storica rete dei bavaresi in Bundesliga.

### Nazionale
Debutta in nazionale il 19 novembre 2013 nella gara amichevole tenutasi a Vienna contro gli Stati Uniti, vinta dai padroni di casa per 1 rete a 0.
Viene convocato per gli Europei 2016 in Francia.

## Statistiche

### Presenze e reti nei club
Statistiche aggiornate al 20 aprile 2019.
| Stagione                | Squadra                 | Campionato              | Campionato | Campionato | Coppe nazionali | Coppe nazionali | Coppe nazionali | Coppe continentali | Coppe continentali | Coppe continentali | Altre coppe | Altre coppe | Altre coppe | Totale | Totale |
| Stagione                | Squadra                 | Comp                    | Pres       | Reti       | Comp            | Pres            | Reti            | Comp               | Pres               | Reti               | Comp        | Pres        | Reti        | Pres   | Reti   |
| ----------------------- | ----------------------- | ----------------------- | ---------- | ---------- | --------------- | --------------- | --------------- | ------------------ | ------------------ | ------------------ | ----------- | ----------- | ----------- | ------ | ------ |
| 2009-2010               | Wacker Innsbruck        | EL                      | 8          | 2          | -               | -               | -               | -                  | -                  | -                  | -           | -           | -           | 8      | 2      |
| 2010-2011               | Wacker Innsbruck        | BL                      | 3          | 0          | CA              | 1               | 0               | -                  | -                  | -                  | -           | -           | -           | 4      | 0      |
| lug. 2011-dic. 2011     | Wacker Innsbruck        | BL                      | 2          | 0          | CA              | 1               | 2               | -                  | -                  | -                  | -           | -           | -           | 3      | 2      |
| gen. 2012-mag. 2012     | Lustenau 07             | EL                      | 15         | 3          | -               | -               | -               | -                  | -                  | -                  | -           | -           | -           | 15     | 3      |
| lug. 2012-dic. 2012     | First Vienna            | EL                      | 18         | 2          | CA              | 1               | 0               | -                  | -                  | -                  | -           | -           | -           | 19     | 2      |
| gen. 2013-mag. 2013     | Wacker Innsbruck        | BL                      | 13         | 3          | -               | -               | -               | -                  | -                  | -                  | -           | -           | -           | 13     | 3      |
| 2013-2014               | Wacker Innsbruck        | BL                      | 34         | 13         | CA              | 2               | 0               | -                  | -                  | -                  | -           | -           | -           | 36     | 13     |
| Totale Wacker Innsbruck | Totale Wacker Innsbruck | Totale Wacker Innsbruck | 60         | 18         |                 | 4               | 2               |                    |                    |                    |             |             |             | 64     | 20     |
| 2014-2015               | Ingolstadt 04           | 2BL                     | 32         | 9          | CG              | 1               | 0               | -                  | -                  | -                  | -           | -           | -           | 33     | 9      |
| 2015-2016               | Ingolstadt 04           | BL                      | 25         | 6          | CG              | 1               | 0               | -                  | -                  | -                  | -           | -           | -           | 26     | 6      |
| 2016-2017               | Ingolstadt 04           | BL                      | 28         | 3          | CG              | 1               | 0               | -                  | -                  | -                  | -           | -           | -           | 26     | 6      |
| Totale Ingolstadt 04    | Totale Ingolstadt 04    | Totale Ingolstadt 04    | 88         | 18         |                 | 3               | 0               |                    |                    |                    |             |             |             | 91     | 18     |
| 2017-2018               | Bochum                  | 2BL                     | 31         | 14         | CG              | 2               | 3               | -                  | -                  | -                  | -           | -           | -           | 33     | 17     |
| 2018-2019               | Bochum                  | 2BL                     | 31         | 18         | CG              | 1               | 0               | -                  | -                  | -                  | -           | -           | -           | 32     | 18     |
| Totale Bochum           | Totale Bochum           | Totale Bochum           | 62         | 32         |                 | 3               | 3               |                    |                    |                    |             |             |             | 65     | 35     |
| 2019-2020               | Amburgo                 | 2BL                     | 29         | 9          | CG              | 2               | 1               | -                  | -                  | -                  | -           | -           | -           | 31     | 10     |
| 2020-gen. 2021          | Amburgo                 | 2BL                     | 4          | 0          | CG              | 1               | 0               | -                  | -                  | -                  | -           | -           | -           | 5      | 0      |
| Totale Amburgo          | Totale Amburgo          | Totale Amburgo          | 33         | 9          |                 | 3               | 1               |                    | -                  | -                  |             | -           | -           | 36     | 10     |
| 2021                    | Ulsan HD                | K1                      | 20         | 6          | CCS             | 0               | 0               | ACL                | 6                  | 3                  | CmC         | 2           | 0           | 28     | 9      |
| 2021-2022               | Hannover 96             | 2BL                     | 16         | 0          | CG              | 0               | 0               | -                  | -                  | -                  | -           | -           | -           | 17     | 0      |
| 2022-2023               | Hansa Rostock           | 2BL                     | 22         | 2          | CG              | 1               | 0               | -                  | -                  | -                  | -           | -           | -           | 23     | 2      |
| 2023-2024               | Hansa Rostock           | 2BL                     | 8          | 0          | CG              | 1               | 0               | -                  | -                  | -                  | -           | -           | -           | 9      | 0      |
| Totale Hansa Rostock    | Totale Hansa Rostock    | Totale Hansa Rostock    | 30         | 2          |                 | 2               | 0               |                    | -                  | -                  |             | -           | -           | 32     | 2      |
| Totale carriera         | Totale carriera         | Totale carriera         | 342        | 90         |                 | 16              | 6               |                    | 6                  | 3                  |             | 2           | 0           | 366    | 99     |

### Cronologia delle presenze e reti in nazionale
| Cronologia completa delle presenze e delle reti in nazionale ― Austria | Cronologia completa delle presenze e delle reti in nazionale ― Austria | Cronologia completa delle presenze e delle reti in nazionale ― Austria | Cronologia completa delle presenze e delle reti in nazionale ― Austria | Cronologia completa delle presenze e delle reti in nazionale ― Austria | Cronologia completa delle presenze e delle reti in nazionale ― Austria | Cronologia completa delle presenze e delle reti in nazionale ― Austria | Cronologia completa delle presenze e delle reti in nazionale ― Austria |
| Data                                                                   | Città                                                                  | In casa                                                                | Risultato                                                              | Ospiti                                                                 | Competizione                                                           | Reti                                                                   | Note                                                                   |
| ---------------------------------------------------------------------- | ---------------------------------------------------------------------- | ---------------------------------------------------------------------- | ---------------------------------------------------------------------- | ---------------------------------------------------------------------- | ---------------------------------------------------------------------- | ---------------------------------------------------------------------- | ---------------------------------------------------------------------- |
| 19-11-2013                                                             | Vienna                                                                 | Austria                                                                | 1 – 0                                                                  | Stati Uniti                                                            | Amichevole                                                             | -                                                                      | 85’                                                                    |
| 5-3-2014                                                               | Klagenfurt am Wörthersee                                               | Austria                                                                | 1 – 1                                                                  | Uruguay                                                                | Amichevole                                                             | -                                                                      | 68’ 87’                                                                |
| 30-5-2014                                                              | Innsbruck                                                              | Austria                                                                | 1 – 1                                                                  | Islanda                                                                | Amichevole                                                             | -                                                                      | 60’                                                                    |
| 12-10-2014                                                             | Vienna                                                                 | Austria                                                                | 1 – 0                                                                  | Montenegro                                                             | Qual. Euro 2016                                                        | -                                                                      | 63’                                                                    |
| 27-3-2015                                                              | Vaduz                                                                  | Liechtenstein                                                          | 0 – 5                                                                  | Austria                                                                | Qual. Euro 2016                                                        | -                                                                      | 81’                                                                    |
| 31-3-2015                                                              | Vienna                                                                 | Austria                                                                | 1 – 1                                                                  | Bosnia ed Erzegovina                                                   | Amichevole                                                             | -                                                                      | 79’                                                                    |
| 17-11-2015                                                             | Vienna                                                                 | Austria                                                                | 1 – 2                                                                  | Svizzera                                                               | Amichevole                                                             | -                                                                      | 66’                                                                    |
| 29-3-2016                                                              | Vienna                                                                 | Austria                                                                | 1 – 2                                                                  | Turchia                                                                | Amichevole                                                             | -                                                                      | 73’                                                                    |
| 31-5-2016                                                              | Klagenfurt am Wörthersee                                               | Austria                                                                | 2 – 1                                                                  | Malta                                                                  | Amichevole                                                             | -                                                                      | 64’                                                                    |
| 4-6-2016                                                               | Vienna                                                                 | Austria                                                                | 0 – 2                                                                  | Paesi Bassi                                                            | Amichevole                                                             | -                                                                      | 68’                                                                    |
| 18-6-2016                                                              | Parigi                                                                 | Portogallo                                                             | 0 – 0                                                                  | Austria                                                                | Euro 2016 - 1º turno                                                   | -                                                                      | 85’                                                                    |
| 15-11-2016                                                             | Vienna                                                                 | Austria                                                                | 0 – 0                                                                  | Slovacchia                                                             | Amichevole                                                             | -                                                                      | 70’                                                                    |
| 19-11-2019                                                             | Riga                                                                   | Lettonia                                                               | 1 – 0                                                                  | Austria                                                                | Qual. Euro 2020                                                        | -                                                                      | 69’                                                                    |
| Totale                                                                 |                                                                        | Presenze                                                               | 13                                                                     |                                                                        | Reti                                                                   | 0                                                                      |                                                                        |

## Palmarès

### Club

#### Competizioni nazionali
- Erste Liga: 1

Wacker Innsbruck: 2009-2010
- Campionato tedesco di seconda divisione: 1

Ingolstadt 04: 2014-2015